# Stazione di Montecorvino
La stazione di Montecorvino, anche nota come Montecorvino Rovella o Montecorvino-Bellizzi, è ubicata lungo la linea ferroviaria Napoli-Battipaglia e sorge a pochi passi dal centro del comune di Bellizzi.

## Storia
La stazione fu inaugurata nel 1863 quando Bellizzi sorgeva ancora nel comune di Montecorvino Rovella. Sicché nei primi anni 2000 è stato deciso di aggiungere al nome del vecchio comune, anche quello attuale, pertanto sono stati cambiati anche tutti i cartelli, che ora indicano: "Montecorvino Rovella-Bellizzi", anche se la dicitura ufficiale di RFI è rimasta solo "Montecorvino".
La stazione è anche tristemente famosa per le proteste dei primi anni 2000 dovuti alla riapertura della discarica di Parapoti, distante pochi chilometri dalla stazione, nel comune di Montecorvino Pugliano. La riapertura della discarica ha generato movimenti di protesta che, non riuscendo ad attirare l'attenzione dei responsabili, si è spostato alla stazione in questione occupando i binari. Trattandosi come precedentemente detto di una linea molto importante, le Ferrovie dello Stato hanno chiesto l'immediato intervento della Polizia di Stato e dei Carabinieri locali che sono intervenuti sedando le rivolte.

## Strutture ed impianti
I binari sono 2, il primo, su cui transitano i treni in direzione di Salerno-Napoli-Caserta, e il secondo su cui transitano invece i treni in direzione di Battipaglia-Eboli-Sapri-Paola. Fino ai primi anni 2000 esisteva un passaggio a livello che portava al centro del comune di Bellizzi, sostituito poi da un sottopassaggio pedonale. Dal piazzale esterno si può continuare in direzione della Litoranea oppure si può prendere un cavalcavia che collega alla periferia di Bellizzi, al confine col comune di Battipaglia. La stazione era dotata di biglietteria ed il piano superiore del plesso della stazione è attualmente in disuso. Era inoltre presente una sala d'attesa oltre all'ufficio del capostazione. Non manca un secondo sottopassaggio che collega il primo e il secondo binario, che però risulta chiuso e inutilizzato da anni. La stazione era dotata di sistema di avviso periodico mediante annunci registrati ad ogni treno in transito, in arrivo o in partenza e di un campanello elettronico che avvisava di allontanarsi dalla linea gialla quando necessario. Negli ultimi anni sono stati fatti alcuni lavori di ammodernamento dell'infrastruttura: ad oggi è presente una biglietteria self-service e due obliteratrici di ultima generazione, una per ciascun binario. Inoltre il sistema di avviso arrivi/partenze è stato digitalizzato. Mentre il primo binario è provvisto di tettoia, il secondo ne è sprovvisto. Il numero di treni regionali che effettuano la sosta è discretamente aumentato negli ultimi anni, dato il non trascurabile numero di pendolari che utilizzano la stazione.